# 테헤란로
테헤란로(테헤란路, Teheran-ro, 페르시아어: خیابان تهران)는 서울특별시 강남구를 동서로 가로지르는 간선도로로, 역삼동의 강남역사거리부터 삼성동의 삼성교까지 사이를 잇는 왕복 10차로 도로이다.
또한 테헤란로의 원래 이름은 삼릉로(三陵路)였으나, 친미(親美)적인 팔라비 왕조(1925년 12월 - 1979년 2월)가 이란에서 집권하던 1977년 테헤란 시장의 방한을 계기로 현재 도로명으로 바뀌었다. 또한 이후 계획적 개발로 오피스가 대거 신축되고 지하철과 도로망 등 기반시설을 바탕으로 금융기관·벤처기업·대기업 사무소가 밀집하여 서울특별시 강남권을 대표하는 산업지구로 성장하였다.

## 역사

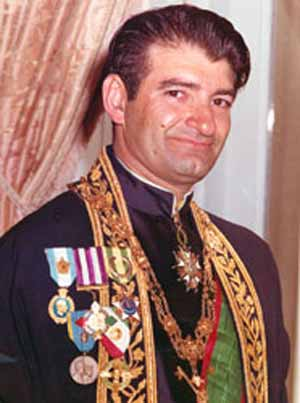
당시 테헤란 시장, 골람레자 닉페이

1969년 제3한강교와 경부고속도로가 개통되면서 당시 정부는 현 강남구와 서초구 일대에 폭 50미터의 간선도로망 여러 개를 건설하였다. 서울특별시는 1972년 11월 26일 서울특별시 공고 제268호로 상기 도로 중 서초동~삼성동 구간에 삼릉로(三陵路) 명칭을 부여하였다. 이 이름은 도로 근처의 선정릉에 세 개의 봉분이 있는 것에 착안한 것이었다.
서울특별시는 원래 1977년 2월 18일 여의교 북단으로부터 원효대교 남단까지 1000미터, 폭 35미터 구간(현재 여의대방로 구간의 일부분)을 테헤란로로 지정했었다. 같은 해 6월 이란 테헤란 시장 골람레자 닉페이(Gholamreza Nikpey)가 서울특별시와의 자매결연을 위해 방한했는데 결연식에서 구자춘 서울시장에게 자국 수도명을 딴 도로명 부여를 제안했고 서울시장이 여기에 동의하였다. 1977년 6월 27일 양국 수도의 도로명 교환을 기념하는 표지석 제막식이 삼릉로 현장에서 진행되었다. 표지석은 도로명을 한국어와 페르시아어로 명기하였으며 도로명 교환 사실을 양국 언어로 새긴 석판을 표지석 기단부 앞쪽과 뒤쪽에 각각 하나씩 설치했다. 다음은 석판의 한국어판 문구이다.
서울·테헤란 양시와 양시민의 영원한 우의를 다짐하면서
서울시에 테헤란로, 테헤란시에 서울로를 명명한다.— 1977. 6. 27.
서울시장 구자춘
테헤란시장 고람레자 닉페이

서울특별시는 동년 7월 1일 공고를 통해 기존에 지정했던 여의교 북단 구간의 테헤란로 명칭을 삭제하고 기존 삼릉로 구간(약 3200 미터)에 테헤란로 명칭을 붙였다. 이에 화답하는 차원에서 같은해 11월 28일 이란 테헤란에도 서울로가 설치되었다.
1980년대 초반까지 테헤란로 주변은 인근 지역에 비해 개발이 지지부진하였는데 그 이유는 당시 기준으로 토지가격이 매우 높게 형성되어 있었고 기존의 강남대로가 남북방향으로 발달하여 동서방향인 테헤란로에 상권이 들어서기 어려웠기 때문이다.
이후 1984년 하반기 테헤란로 일대가 중심상업 및 업무지역으로 지정되어 본격적인 개발 단계에 돌입하였으며 1987년 도로 동쪽 끝 부분에 한국종합무역센터 등 대형 건축물들이 들어서면서 오피스 빌딩가(街)로 진화하기 시작했다. 당시 경기호황과 맞물려 1990년대 중반까지 테헤란로에 오피스 건물 준공 열기가 지속되었다. 이 시기 대한민국 주요 대기업과 금융기관이 대거 테헤란로로 본점을 이전하거나 신축하였다. 또한 마포구에 있던 한국소프트웨어산업협회가 테헤란로로 이전하면서 소프트웨어 업체들의 이전이 활발하게 이뤄지기도 했다. 1997년 초부터 정보통신 관련기관의 입주가 시작되어 당시 업계에서는 테헤란로를 '희망의 거리'로 부르기도 했다. 이 지역의 당시 급속한 발전 원인은 격자형으로 기획 정비된 도로망에 지하철 2호선이 있어 교통이 편리한데다 기업과 금융기관이 몰리면서 집적으로 인한 시너지 효과가 일어났기 때문이다.
1997년 12월 대한민국은 외환위기를 맞았고 김대중 정부가 대대적인 금융기관 구조조정을 단행했다.  이 조치는 '테헤란로의 대학살'로 불리기도 했는데 금융 종사자들이 떠난 뒤 청년 기업가들을 중심으로 테헤란로에 벤처기업 입주가 활발해졌다. 또한 구제금융 이후 외국계 기업의 입주도 활발했는데 외환위기 이후 서울시 중심가에 비해 상대적으로 임대료가 크게 하락했으며 기반시설이 우수한 점이 매력으로 작용했기 때문이다.
IT 산업의 호황세가 끝나면서 2000년 말~2001년 초부터 벤처 붐은 가라앉기 시작했다. 2003년을 즈음하여 벤처 열기는 식었고 뒤이어 성형외과, 탈모·비만 클리닉들이 입주하여 '뷰티 밸리'로, 한국 및 기타 국적 대기업들이 대거 입주하여 '브랜드 밸리' 명칭으로도 불렸다. 2000년대 후반~2010년 초반에 테헤란로에 있었던 IT 및 게임개발 업체들 중 사세를 키운 곳들이 신도시로 떠났다. 이들이 떠난 이유는 지하철이 추가 개통되어 기업체가 입주할 건물의 선택지가 많아졌고, 타 지역의 기간시설 질이 크게 상승했으며 신도시 상업지역이 보다 유리한 조건을 제시하는 등 테헤란로에 소재를 둘 유인이 약해졌기 때문이다.
2015년에 즈음하여 테헤란로는 양단 끝부분(강남역, 삼성역)으로 발전 중심이 옮겨가는 양상을 보이고 있다. 변화의 원인은 강남역의 경우 인근 서울 지하철 3호선과 인접했고 광역버스 정류장과 9호선 연장으로 교통이 편리하기 때문이며, 삼성역은 현대 글로벌비즈니스센터가 완공되면 이 지역이 혜택을 보리라는 전망 때문에 인기가 높아지고 있다. 일부 IT 업계가 떠났지만 신규 스타트업·벤처기업이 꾸준히 유입되고 있으며 정부와 민간 차원에서 벤처기업을 지원하기 위한 정책집행 및 기관설립이 이뤄지고 있다.

## 대중문화
- 2017년 GMA 일일연속극 - 한국인 자기야

## 사건·사고
- 외래어 명칭이라는 점 때문에 도로명을 한국식으로 고쳐달라는 민원이 종종 제기되었다. 설치 초기인 80년대에 이 도로명을 한국식 이름으로 고쳐 달라는 요청이 신문에 게재된 적이 있으며[21] 1990년대 초에 서초구 지방의회 의원이 한국식 이름으로 개칭할 것을 요구하기도 했다.[22] 1997년 강남구가 도로명주소 체계를 시범도입했을 때에도 명칭을 바꾸자는 의견이 나왔는데[23] 여기에 주한 이란대사관 관계자가 테헤란로는 한국-이란 친선외교에 있어 중요한 상징이므로 개명에 반대한다는 반박투고를 내기도 했다.[24]
- 1984년 5월 15일 역삼동 건물 신축공사장에서 도로와의 경계벽이 무너져 이와 인접한 테헤란로 4차선 중 3개 차선과 인도 약 75미터 구간이 내려앉는 사고가 발생하였다.[25]

## 사진 모음

테헤란로 표지석. 1977년 6월 27일 제막식 때 설치되었다.
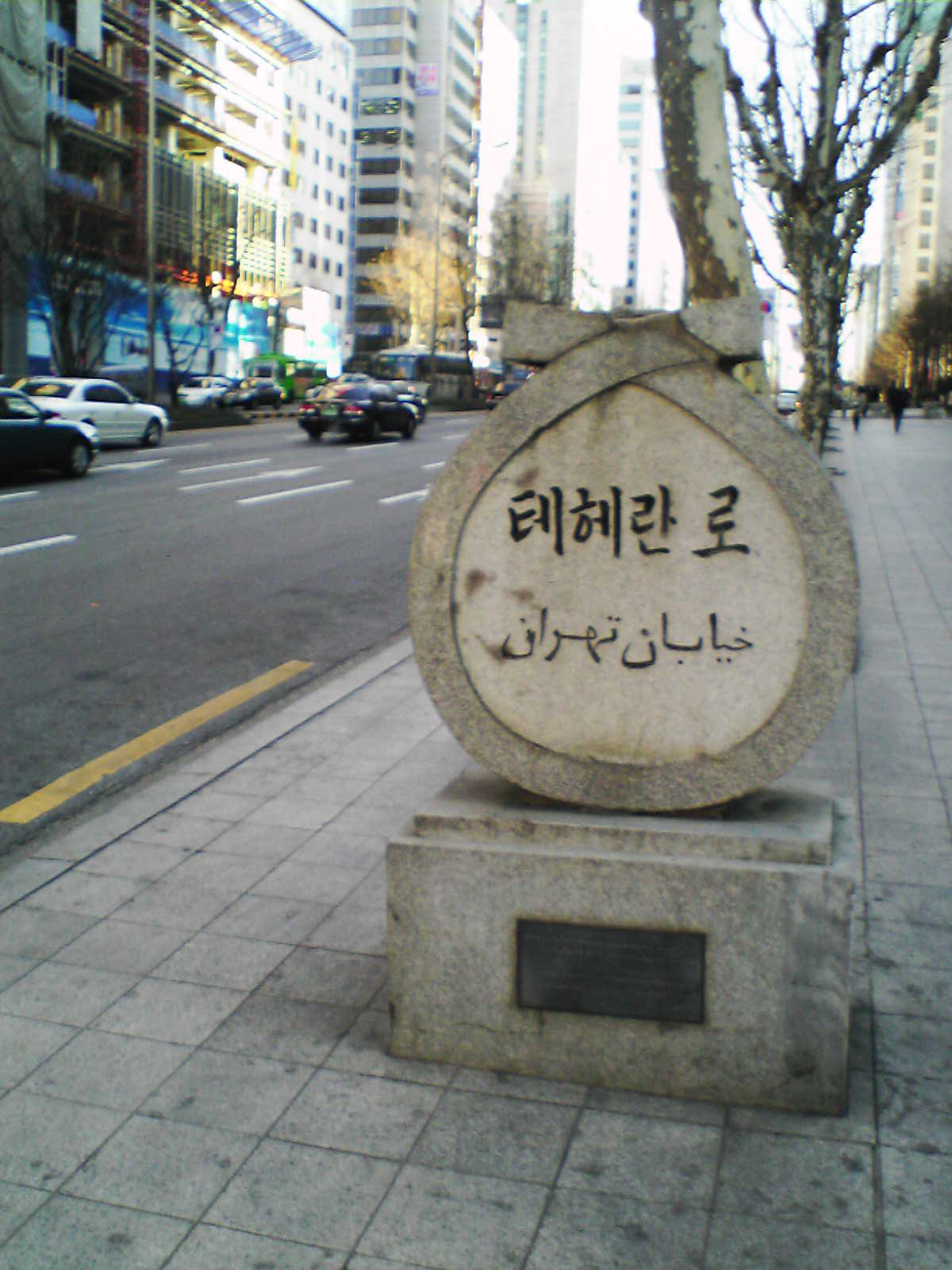
테헤란로 표지석 (2)
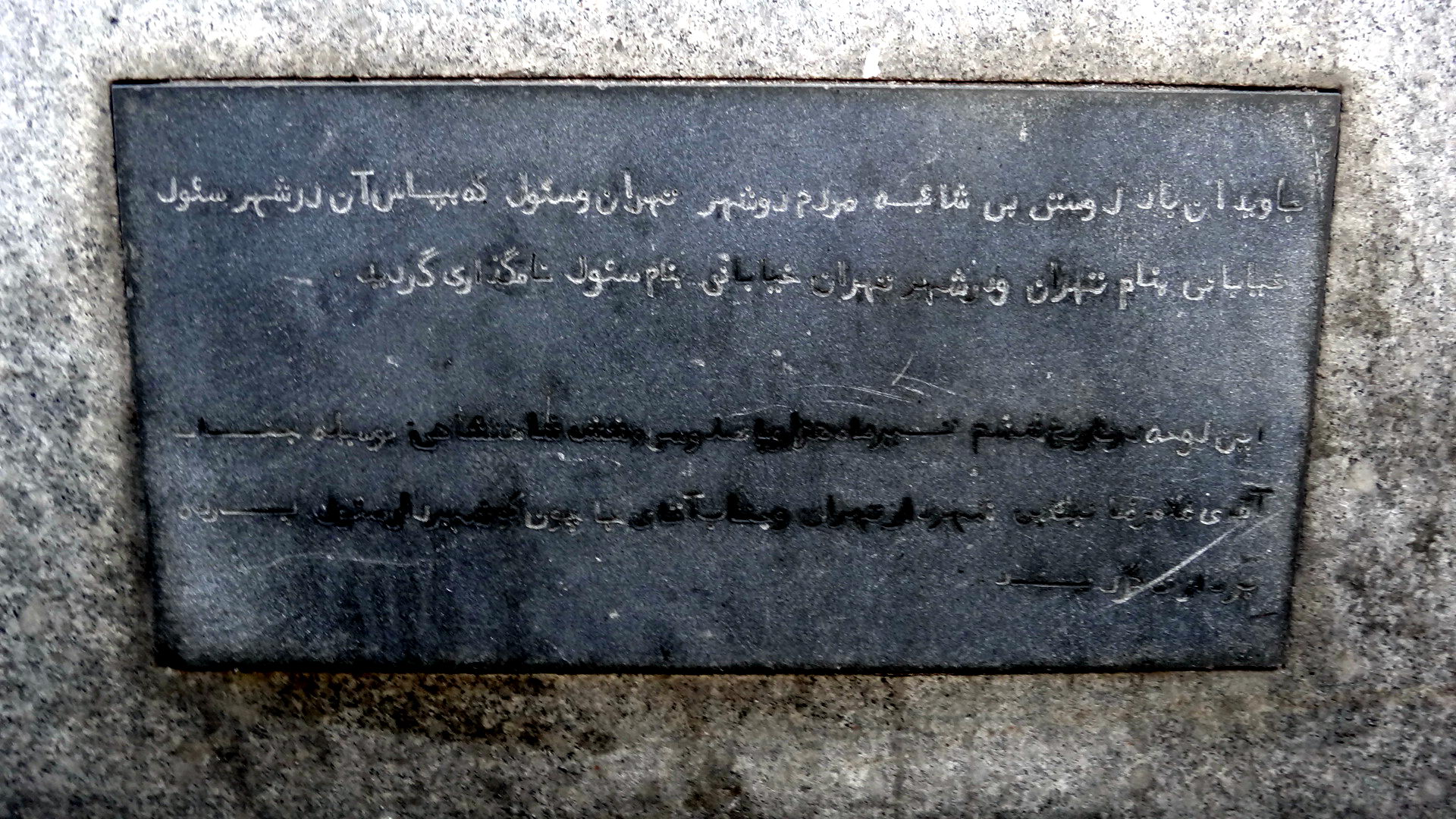
표지석 기단 부분 확대사진. 1977년 한국-이란 양국의 도로명 교환 협약 내용이 페르시아어로 새겨져 있다.
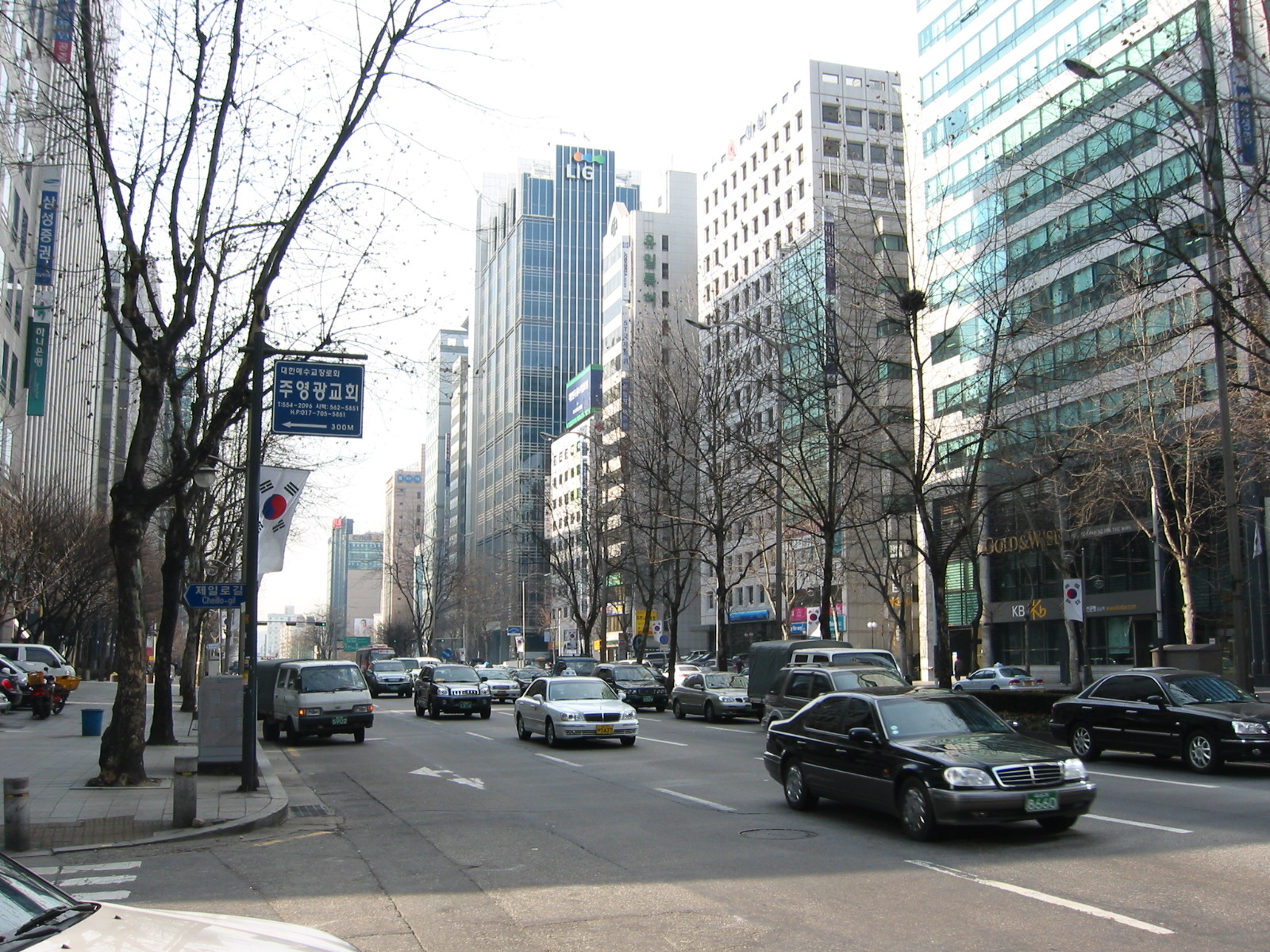
2007년 1월 20일
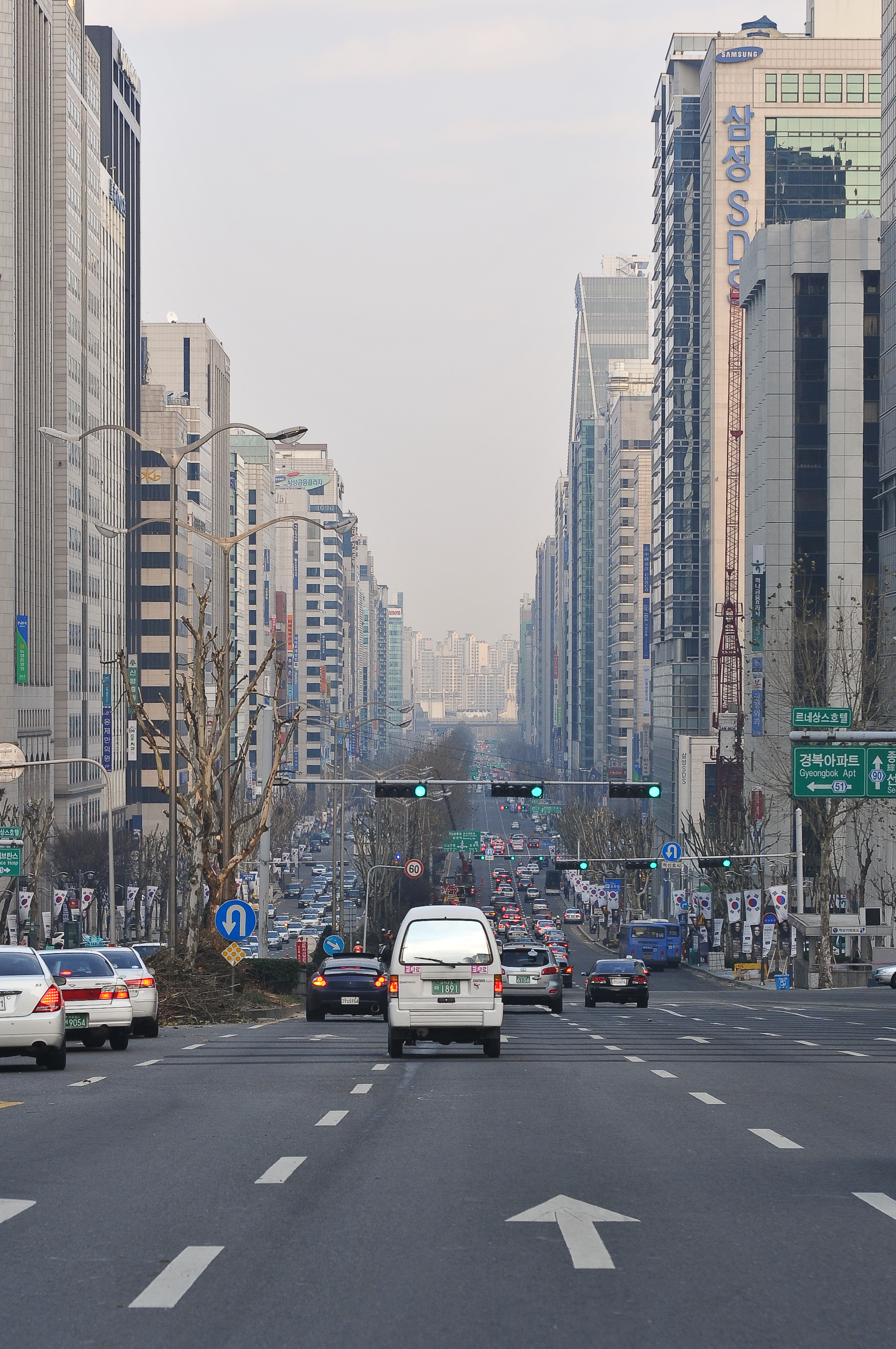
2008년 12월 7일
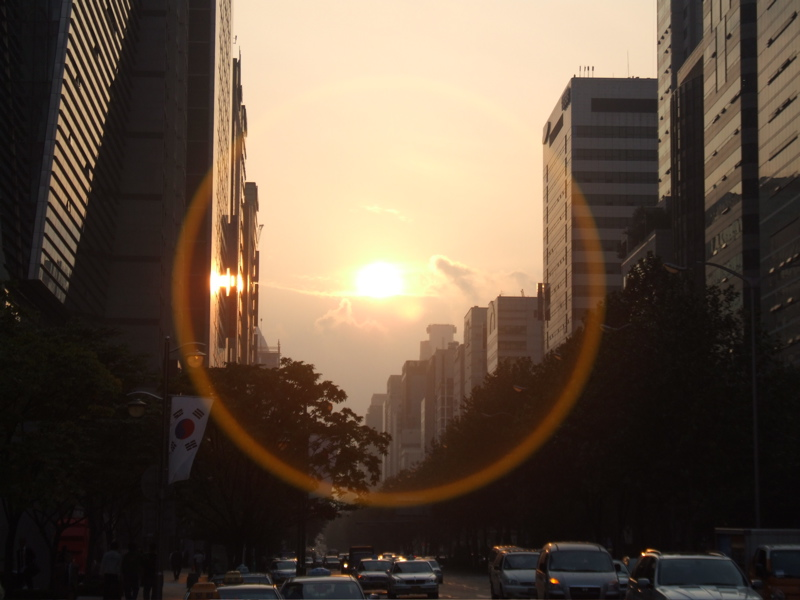
포스코 사거리(석양)
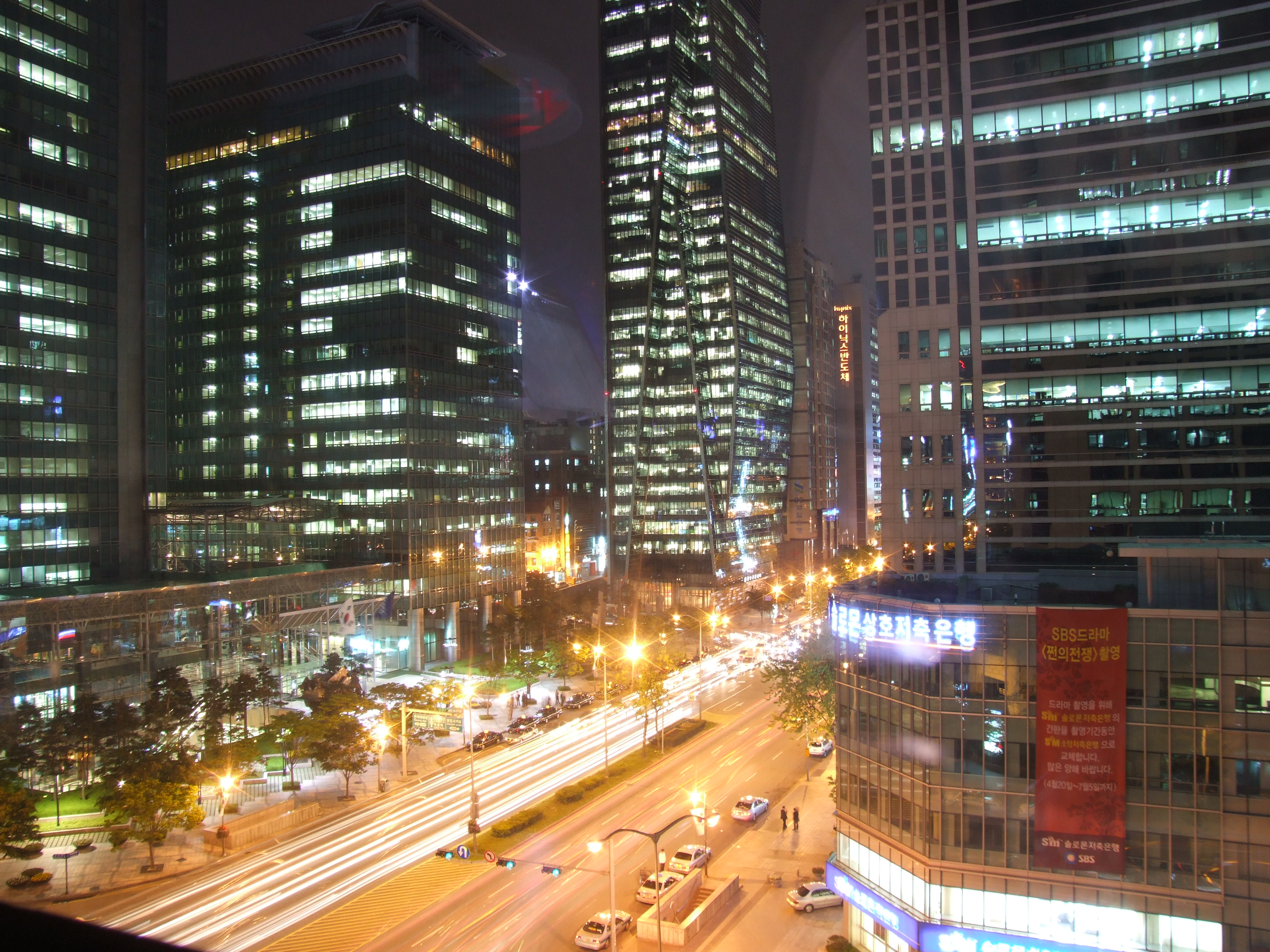
포스코 사거리(야경)
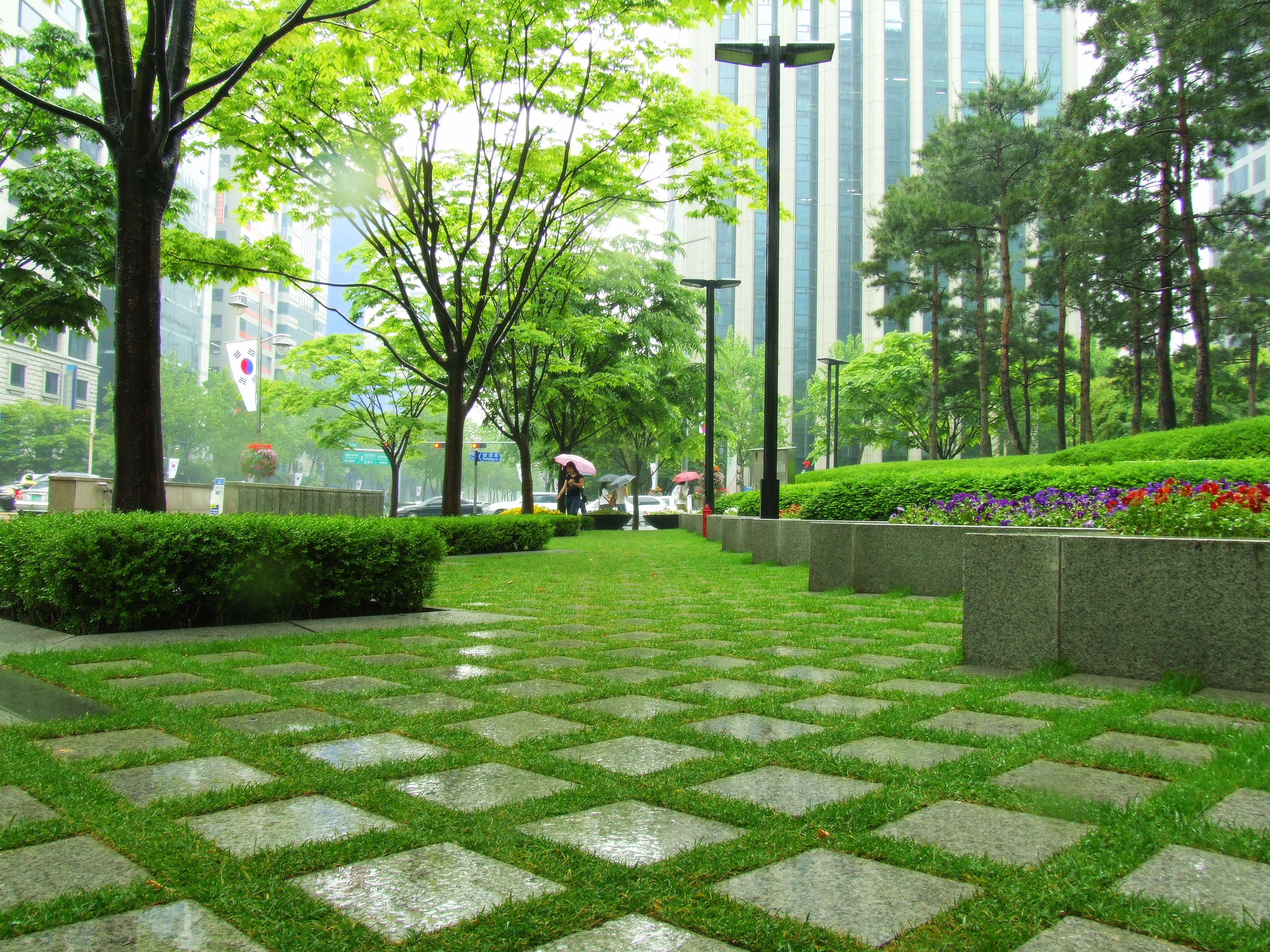
포스틸 타워 앞
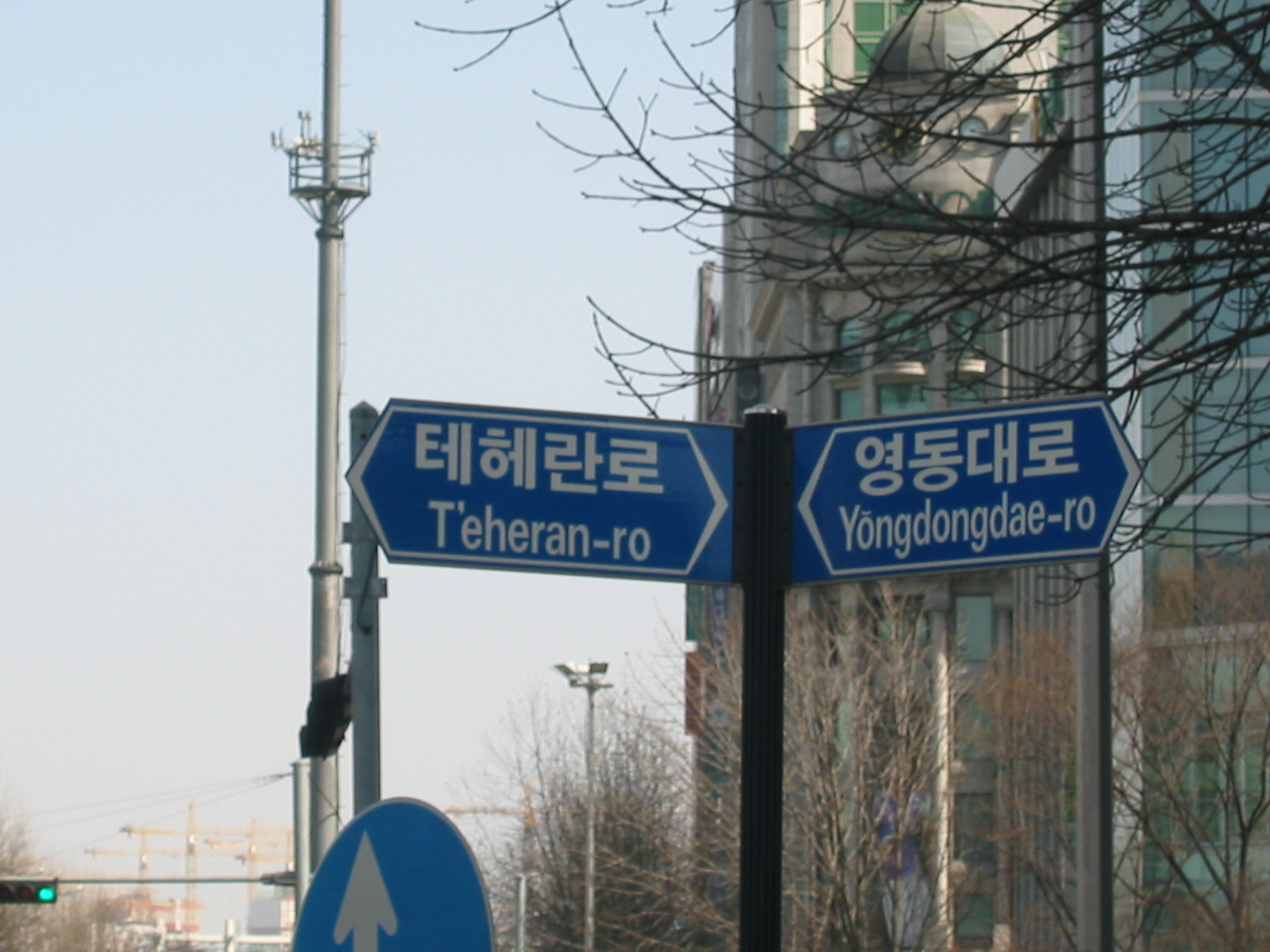
새주소 도로안내명판(현재는 철거)

## 교통

### 노선
강남역 - 국기원 - 역삼역 - 르네상스서울호텔 - 선릉역 - 포스코사거리 - 삼성역 - 서울강남소방서, 서울강남경찰서 - 삼성교

### 연결 도로
테헤란로의 시작인 강남역 사거리에서는 강남대로와 교차하며, 서초대로가 직결되며, 테헤란로의 끝인 삼성교로부터는 올림픽로와 직결된다.

## 같이 보기
- 테헤란
- 서울로 (이란)